# ناصر سعيدي
ناصر سعيدي هو سياسي واقتصادي لبناني شغل منصب وزير الاقتصاد والصناعة،  نائب حاكم مصرف لبنان،  لعدة فترات في العقد الأخير من القرن العشرين، وهو مؤسس ورئيس شركة ناصر السعيدي وشركاه.

## التعليم
تلقى السعيدي دراسته في بيروت في الجامعة الأمريكية من 1962-1969، وحصل على درجة البكالوريوس في الاقتصاد، ثم انتقل إلى جامعة كوليدج لندن خلال الفترة 1972-1973 وحصل على الماجستير، وفي 1977 حصل على درجة الدكتوراه في الاقتصاد من جامعة روتشستر.

## وظيفة مبكرة
بدأ السعيدي حياته المهنية كأستاذ حيث قام بتدريس الاقتصاد في جامعة شيكاغو (1977-1980) وجامعة جنيف في سويسرا (1980-1985). ثم التحق بالمركز الدولي للدراسات النقدية والمصرفية بصفته مشاركًا ومحاضرًا في جنيف بسويسرا، ثم أصبح رئيسًا لشركة استشارية اقتصادية تدعى N.Saidi في لندن خلال الفترة 1985-1992.
وأصبح مديرًا ومستشارًا اقتصاديًا في البنك الخاص والصندوق الاستئماني (1990-1992). وبين عامي 1995 و 1998 أصبح رئيس مجلس إدارة Midclear، ومركز الإيداع المركزي للأوراق المالية في لبنان، وكان رئيسًا لسوق بيروت الثانوية في لبنان.
شغل منصب المفاوض الرئيسي لاتفاقية الشراكة بين الاتحاد الأوروبي ولبنان في الفترة من 1996 إلى 2000 وأصبح وزيراً للاقتصاد والتجارة (1998-2000) في لبنان. ثم انتقل إلى منصب النائب الأول لمحافظ بنك لبنان في الفترة ما بين 1993-2003.
شغل منصب كبير الاقتصاديين في مركز دبي المالي العالمي،  وكان المدير التنفيذي لمعهد حوكمة لحوكمة الشركات، كما أنه عضو في المجلس الاستشاري في OMFIF حيث يشارك في الاجتماعات المتعلقة بالنظام المالي والنقدي. قام بتطوير العلاقات الخارجية لمركز دبي المالي العالمي مع المؤسسات المالية الدولية (صندوق النقد الدولي، منظمة التعاون الاقتصادي والتنمية، مؤسسة التمويل الدولية، البنك الدولي، الوكالة الدولية لضمان الاستثمار) والمراكز المالية الدولية.
في ديسمبر 2012 أصبح الدكتور السعيدي نائب رئيس مجلس إدارة يوريكا.
في 2012 تم اختياره من بين أكثر 50 شخصية عربية نفوذاً في العالم من قبل مجلة الشرق الأوسط للسنة الرابعة على التوالي.
هو وزير الاقتصاد والتجارة السابق ووزير الصناعة في لبنان (1998-2000). وهو رئيس مشارك مع OECD لمجموعة عمل حوكمة الشركات في منطقة الشرق الأوسط وشمال إفريقيا وأنشأ فريق عمل حوكمة الشركات في لبنان.
وكان عضواً في لجنة الأمم المتحدة للسياسة الإنمائية (UNCDP) لفترتين خلال الفترة 2000-2006 بعد تعيينه كعضو من قبل الأمين العام السابق للأمم المتحدة كوفي عنان.

## المنشورات
1. «حوكمة الشركات في بلدان الشرق الأوسط وشمال إفريقيا: تحسين الشفافية والإفصاح» [8]
2. «التعليق الاقتصادي الأسبوعي» [9]